# Поліська розмежувальна лінія

Українсько-білоруська мовна межа за даними мовознавців

«Гроденськая губернія» (ймовірний автор — Павло Бобровський), 1863 рік
Поліська розмежувальна лінія (ПРЛ) — межа між українськими та білоруськими етнічними територіями, що пролягає по верхів'ю річок Нарви і Ясельди до міста Берези — Вигонівське озеро — гирло річки Горинь — річка Прип'ять. Побудована на основі археологічних, етнографічних та антропологічних досліджень. Відділяє населену корінним українським населенням Берестейщину на півдні від білоруських земель на північ від неї.
Поліська розмежувальна лінія утворилася в середині I тисячоліття до н. е., коли балто-слов'янська спільнота розпадалася на балтів і слов'ян, між якими поступово утворилася мовно-етнічне розмежування приблизно по річці Прип'яті та її лівій притоці Ясельді На південь від Поліської розмежувальної лінії мешкали слов'яни, а на північ — балти, які з IV—VI століть до X століття слов'янізувалися. З деякими територіальними змінами з IV століття н. е. вона стала українсько-білоруською мовно-етнічною межею. З 1566 року по ПРЛ також пролягала північна межа Берестейського воєводства
Українсько-білоруську межу по Поліській розмежувальній лінії чи дуже близько до неї визначали: Московська діалектологічна комісія (мовну), білоруський мовознавець Юхим Карський (мовно-етнічну), польський мовознавець Лешек Оссовський (мовну), польський мовознавець Владислав Курашкевич (мовну), чеський славіст, археолог і етнограф Любор Нідерле (етнічну), російський мовознавець Олексій Соболевський (мовну), російський географ, картограф і етнограф Олександр Ріттіх (етнічну), російський славіст і мовознавець Тимофій Флоринський (мовно-етнічну), український географ Степан Рудницький (етнічну), археолог Юрій Кухаренко (етнічну), український бібліограф Федір Максименко (етнічну), етнографічні та лінгвістичні мапи Костянтина Михальчука, Всеволода Ганцова, Мирона Кордуби, Івана Зілинського, Володимира Кубійовича, Федота Жилка, «Атлас української мови», Г. Ноберта, Шпрехенкарт Міттельойропа, Д. Шефера, Е. Енгельгарда, А. Дрекселя, Д. Шлефера.